# 1989 en littérature
| Années de la littérature : 1986 - 1987 - 1988 - 1989 - 1990 - 1991 - 1992    |
| Décennies de la littérature : 1950 - 1960 - 1970 - 1980 - 1990 - 2000 - 2010 |

Cet article présente les faits marquants de l'année 1989 en littérature.

## Parutions

### Bande dessinée
Tous les albums de BD sorti en 1989

### Biographies
- Vittorio Alfieri, Ma Vie, Éditions Gérard Lebovici.

### Essais
1. Bruno Dagens, Angkor : la forêt de pierre, coll. « Découvertes Gallimard » (no 64), éd. Gallimard.
2. Guy Debord, Panégyrique, tome premier, éditions Gérard Lebovici.
3. Marc-Édouard Nabe, La Marseillaise, Le Dilettante, 48 p.
4. Bernard Oudin, La Foi qui tue, éd. Robert Laffont, mai 1989.
5. Michel Pinçon et Monique Pinçon-Charlot (sociologues), Dans les beaux quartiers, éd. Le Seuil.
6. Mario Praz, Le Pacte avec le serpent, éd. Christian Bourgois, 277 p[1].

#### Histoire
1. Yann Le Bohec, L’armée romaine sous le Haut-Empire, éd. Picard.
2. Yann Le Bohec, La Troisième Légion Auguste, éd. CNRS, 632 pages.
3. Yann Le Bohec, Les unités auxiliaires de l’armée romaine en Afrique Proconsulaire et Numidie sous le Haut-Empire, éd. CNRS, 220 pages.
4. Jean-Pierre Drège, Marco Polo et la Route de la Soie, coll. « Découvertes Gallimard » (no 53), éd. Gallimard, 192 pages.

#### Politique
1. Joseph Algazy, L’Extrême droite en France, 1965 à 1984, éd. L’Harmattan.
2. Marcel Gauchet, La Révolution des droits de l'homme, éd. NRF / Gallimard, coll. Bibliothèque des Histoires, 341 pages.
3. Jean-François Martos, Histoire de l'Internationale situationniste, éditions Gérard Lebovici.
4. Nonna Mayer et Pascal Perrineau, Le Front national à découvert, éd. Presses de la Fondation nationale des sciences politiques.
5. Jean-François Kahn, Esquisse d'une philosophie du mensonge, éd. Flammarion (septembre).
6. Alain Peyrefitte, La Chine s'est réveillée.
7. Michel Rocard, Un pays comme le nôtre, textes politiques (1986-1989).
8. Henriette Walter, Des mots sans-culottes, éd. Robert Laffont,  (ISBN 978-2-221-05934-0)

### Poésie
- Matilde Camus, poète espagnole publie, Santander en mi sentir ("Santander dans mon cœur") et Sin alcanzar la luz ("Sans atteindre la lumière").

### Publications
1. Hélie Denoix de Saint Marc, Les Sentinelles du soir. Les Arènes, éd. Perrin.

- Jéromine Pasteur, Selva sauvage, éd. Filippacchi.

### Romans
Tous les romans parus en 1989

#### Auteurs francophones
- Serge Doubrovsky, Le Livre brisé – Prix Médicis
- Guy Dupré, Les Manœuvres d'automne – Prix Novembre
- Jean Echenoz, Lac, Les Éditions de Minuit
- Jean Vautrin, Un grand pas vers le Bon Dieu, éd. Grasset – Prix Goncourt

#### Auteurs traduits
- Paul Kennedy, Naissance et déclin des grandes puissances
- Jack Ketchum, Une fille comme les autres (The Girl Next Door) basé sur un fait réel.
- Penelope Lively, Serpent de lune [Moon Tiger], trad. de Raymond Las Vergnas, Paris, Éditions Stock, coll. « Nouveau Cabinet Cosmopolite  », 286 p.  (ISBN 2-234-02165-0)[2]
- Alvaro Mutis, La Neige de l'amiral. Prix Médicis international.
- Arto Paasilinna, Le Lièvre de Vatanen (Jäniksen vuosi paru en 1975 en Finlande)
- Ellis Peters, Trafic de reliques (titre original : A Morbid Taste for Bones, série Cadfael), Éditions 10/18, est publié en français.
- Salman Rushdie, Les Versets sataniques.

#### Romans pour la jeunesse
- Malika Ferdjoukh (ill. Gérard Goldman, Miles Hyman), L'assassin de papa, Syros, coll. « Souris noire », 1988 (ISBN 2-7485-0459-3 et 978-2-7485-0459-0, OCLC 470211722, lire en ligne)

## Décès
- 27 juin : Claude Jaunière, romancière française (° 25 juillet 1901).
- 16 juillet : Nicolás Guillén, poète cubain.
- 4 septembre : Georges Simenon, écrivain belge, 86 ans
- 20 novembre : Leonardo Sciascia, écrivain italien (° 1921).
- 14 décembre : Andreï Dmitrievitch Sakharov.
- 22 décembre : Samuel Beckett, écrivain irlandais, 83 ans
- 27 février : Mouloud Mammeri, écrivain algérien, 72 ans
- 19 avril : Daphne du Maurier, romancière britannique, 81 ans